# 그레고리오 개혁
그레고리오 개혁(Gregorian Reforms)은 1059년부터 제1차 라테라노 공의회(1123) 때까지 로마 가톨릭 교황청이 주도하여 진행된 일련의 교회개혁 작업을 말한다. 교황 그레고리오 7세가 교황이 되기전부터 개혁성향의 성직자들을 이끌었고, 즉위후에는 보다 강력한 개혁을 추진하였기 때문에 붙여진 이름이다. 실추된 교황의 권위회복과 성직 서임권과 성직자 혼인문제 등을 개혁하여 교회와 성직을 정화하고자 하는 차원에서 시작되었다. 그러나, 그레고리오 7세가 즉위한 이후에는 교황수위권, 교권독립과 속권에 대한 우위를 확보하려는 운동으로 발전했다.
이로인해 속세의 군주들에 의해 관행적으로 행해지고 있던 서임권을 놓고 세속군주들과 분쟁이 발생하였다. 카노사 굴욕(1077년) 등 많은 사건이 있었으나, 성직 및 교회제도의 개선·정비, 교회법의 발전 및 교의확립 등에 영향을 끼쳤고 그동안 쌓여 온 중세교회의 고질적 병폐를 단계적으로 해소할 수 있는 분위기를 조성하였다.

## 시대적 배경
10세기에 교회의 부패와 타락이 추악한 수준에 도달하며 이를 개혁하고자 하는 흐름이 수도원뿐만 아니라 로마 교황청에서도 있었다. 그러나 자체적으로 개혁을 할 수 있는 힘이 부족했기에 로마 교황청에서는 독일왕 하인리히 3세의 도움을 받았다. 개혁파 성직자들은 황제의 권력을 이용하여 로마 귀족들의 세력을 누르고 개혁작업을 이어나갔다. 황제의 적극적인 개입으로 교회 정화가 이루어지기는 했으나 교황 임명권 행사 등 여러 월권행위와 지나친 간섭으로 교회의 독립성이 크게 훼손되는 부작용이 발생했다.
교회 내부의 반발속에도 황제의 간섭은 10년간 지속되었는데, 1056년 하인리히 3세가 사망하고 6살에 어린 하인리히 4세가 등극하였다. 섭정을 맡은 모후 아그네스의 정치적 무능으로 귀족들에게 휘둘리며 황제의 권력은 약해졌고 교회에 대한 황제의 권한을 제대로 행사하지 못했다. 이에 따라 로마의 개혁파 성직자들은 교회가 황제의 권력으로부터 독립할 수 있는 기회라고 판단했다. 그러나 1058년 3월, 교황 스테파노 9세가 사망했을 때 그 동안 숨죽이고 있던 로마 귀족들이 좀 더 발빠르게 움직여서 새로운 교황으로 베네딕토 10세를 옹립했다. 개혁파들은 그를 인정치 않고 시에나에서 니콜라오 2세를 선출했다. 니콜라오 2세는 고드프루아의 군대를 이용해 로마에서 시가전을 벌인 후 베네딕토 10세를 축출하였다.

## 개혁 내용

### 교황 선출권
로마 지방 귀족들에 의해 대립교황 베네딕토 10세가 옹립되었던 사건은 교황 선출방식의 개선이 필요하다는 강한 공감대를 형성하게 했으며 이는 개혁으로 이어졌다. 1059년 4월 13일, 교황 니콜라오 2세(재위 1058~61)는 개혁을 단행하여 교황선출권을 추기경들에게만 부여하였다. 이전에는 평신도와 성직자에게 선출권이 있었으며 신임교황은 황제에게 맹세하고 나서야 즉위할 수 있었다. 이는 824년 로타르 1세에 의해 발의되어서 오토 대제 시절에 개정합의된 사항이었다. 이런 조치는 세속군주들이 교황선출에 간여하여 부당하게 간섭하는 것을 차단하기 위함이었다.

### 성직자 독신 의무
구약시대의 제사장들은 결혼을 하였으며, 성경에는 성직자 독신의무를 명시적으로 규정한 구절이 없다. 그런데 성직자의 독신문제를 처음으로 제기한 것은 306년경에 개회된 엘비라 공의회에서였다. 공의회에서 미혼 성직자는 독신생활을 하고 기혼 성직자는 별거하라는 결정을 내렸으나 이는 권고 사항일뿐 강제규정으로 정한 것은 아니였다. 다만 공의회에서의 이런 결정을 내린것은 기독교를 이교와 구별하고 성직자의 도덕적 우월성을 확보하려는 시도였을 뿐이었다. 따라서 중세 초기에 재직 성직자들의 대부분은 결혼을 하거나 내연관계에 있었다.
그레고리오 7세는 즉위후 교회 부패의 주요 원인중 하나가 성직자의 결혼에 있다고 판단하여 독신을 의무화 하였다. 성직자가 혼인을 하면 가족부양의 부담으로 인해 교회의 재정이 사적으로 유출되고 성직세습과 족벌이 형성되는 일이 비일비재했기 때문이다. 기혼성직자의 별거와 기혼 성직자의 미사집전금지, 독신의무 위반시 성직박탈 등의 조치로 많은 반발과 혼란이 있었으나 이는 훗날 제1차 라테라노 공의회(1123)에서 강제규정으로 결의하는 결과로 이어졌다.

## 같이 보기
- 클뤼니 개혁
- 보름스 협약
- 콘스탄티누스의 기증
- 피핀의 기증
- 교황 젤라시오 1세